# خرگوش‌ها (فیلم)
خرگوش‌ها (انگلیسی: Rabbits) مجموعه‌ای از فیلم‌های ویدئویی کوتاه آوانگارد در سبک معمایی به کارگردانی دیوید لینچ است که در سال ۲۰۰۲ منتشر شد. از بازیگران آن می‌توان به اسکات کوفی، لورا هرینگ و نائومی واتس اشاره کرد.